# Frank H. Davis
Frank Hamilton Davis (* 13. Juni 1910 in New York City; † 2. April 1979 in Burlington, Vermont) war ein US-amerikanischer Geschäftsmann und Politiker, der von 1969 bis 1975 State Treasurer war.

## Leben
Frank H. Davis wurde in New York City am 13. Juni 1910, als Sohn von Frank Hamilton Davis (1883–1926) und Elizabeth Wilson Clark (1884–1957). Seine Eltern ließen sich im Jahr 1917 scheiden. Davis wuchs bei seiner Mutter und dem Stiefvater Walter Guest Kellog auf. Davis besuchte die Schule in New York City und die St. Pauls School in Concord, New Hampshire.
Danach arbeitete er an der New York Stock Exchange für die Firma Carlisle & Jacquelin.
Im Jahr 1942 verließ Davis die New York Stock Exchange und verpflichtete sich bei der United States Coast Guard Reserve zum Dienst im Zweiten Weltkrieg. Er nahm an der Atlantikschlacht teil und auch an Schlachten im Pazifischen Ozean. Er wurde nach Kriegsende ehrenvoll im Rang eines Oberstleutnants entlassen und zog nach Burlington, Vermont. Dort eröffnete er den ersten Münz-Waschsalon des Staates und war an weiteren Geschäften beteiligt. In der Finanzindustrie war er Berater, zunächst in der Firma von F. I. DuPont, später bei W.E. Hutton.
Als Mitglied der Republikanischen Partei gehörte er dem Commerce Committee des Repräsentantenhauses an. Er war Vorsitzender der Burlington Housing Authority und hat für das Burlington City Committee und das Chittenden County GOP Committee gearbeitet. Davis war Treasurer des Burlington City Republican Committees.
Frank H. Davis gehörte dem Repräsentantenhaus von Vermont von 1966 bis 1969 an. Im Jahr 1968 wurde er zum State Treasurer von Vermont gewählt. Dieses Amt hatte er von 1969 bis 1975 inne. Die Wiederwahl im Jahr 1974 verlor er gegen Stella Hackel. Da keiner der beiden Kandidaten die Absolute Mehrheit in der Wahl gewinnen konnte, fand entsprechend der Verfassung von Vermont eine Wahl durch die Vermont General Assembly statt. Diese konnte Hackel mit 164 zu 16 Stimmen für sich entscheiden.
Davis heiratete im Jahr 1931 Katherine Simmons. Sie hatten zwei Kinder und wurden 1938 geschieden. 1942 heiratete Davis Virginia Hewitt, mit ihr hatte er vier weitere Kinder. Er starb am 2. April 1979 in Burlington.